# Wstężyk gajowy
Wstężyk gajowy, ślimak gajowy (Cepaea nemoralis) – gatunek synantropijnego, roślinożernego ślimaka lądowego z rodziny ślimakowatych (Helicidae), jeden z bardziej pospolitych gatunków ślimaków i jeden z trzech wstężyków występujących w Polsce.
Występuje w zachodniej i środkowej Europie, introdukowany w Ameryce Północnej, gdzie stał się gatunkiem inwazyjnym. W Polsce występuje na Dolnym Śląsku, Małopolsce, Pomorzu i Wielkopolsce. Spotykany często w ogrodach, w parkach, na cmentarzach – zwykle wśród krzewów.
Muszla tego ślimaka, w zarysie kulista, ze stożkowato wzniesionymi skrętami, ma bardzo duże zróżnicowanie barwne – opisano kilkadziesiąt odmian barwnych. Spotyka się osobniki o muszlach żółtych z ciemnymi paskami, różowych, aż po osobniki o muszli czerwonobrunatnej lub ciemnobrązowej z żółtymi paskami lub bez pasków. Dorosłe osobniki wstężyka gajowego w przeciwieństwie do wstężyka ogrodowego mają ciemnobrązową lub czarną wargę otaczającą otwór muszli.
Wysokość muszli wynosi 17–20 mm, szerokość 21–27 mm.
Żywią się glonami i roślinami zielnymi, zwłaszcza ich obumarłą tkanką.
Wstężyki gajowe są jadalne, ale rzadko spożywane przez ludzi ze względu na niewielkie rozmiary i różnie oceniane walory smakowe. Naturalnym wrogiem wstężyków jest drozd śpiewak, który żywi się nimi – małe połyka w całości, a większym rozbija skorupki o twarde podłoże, po czym zjada ciało mięczaka.

## Galeria

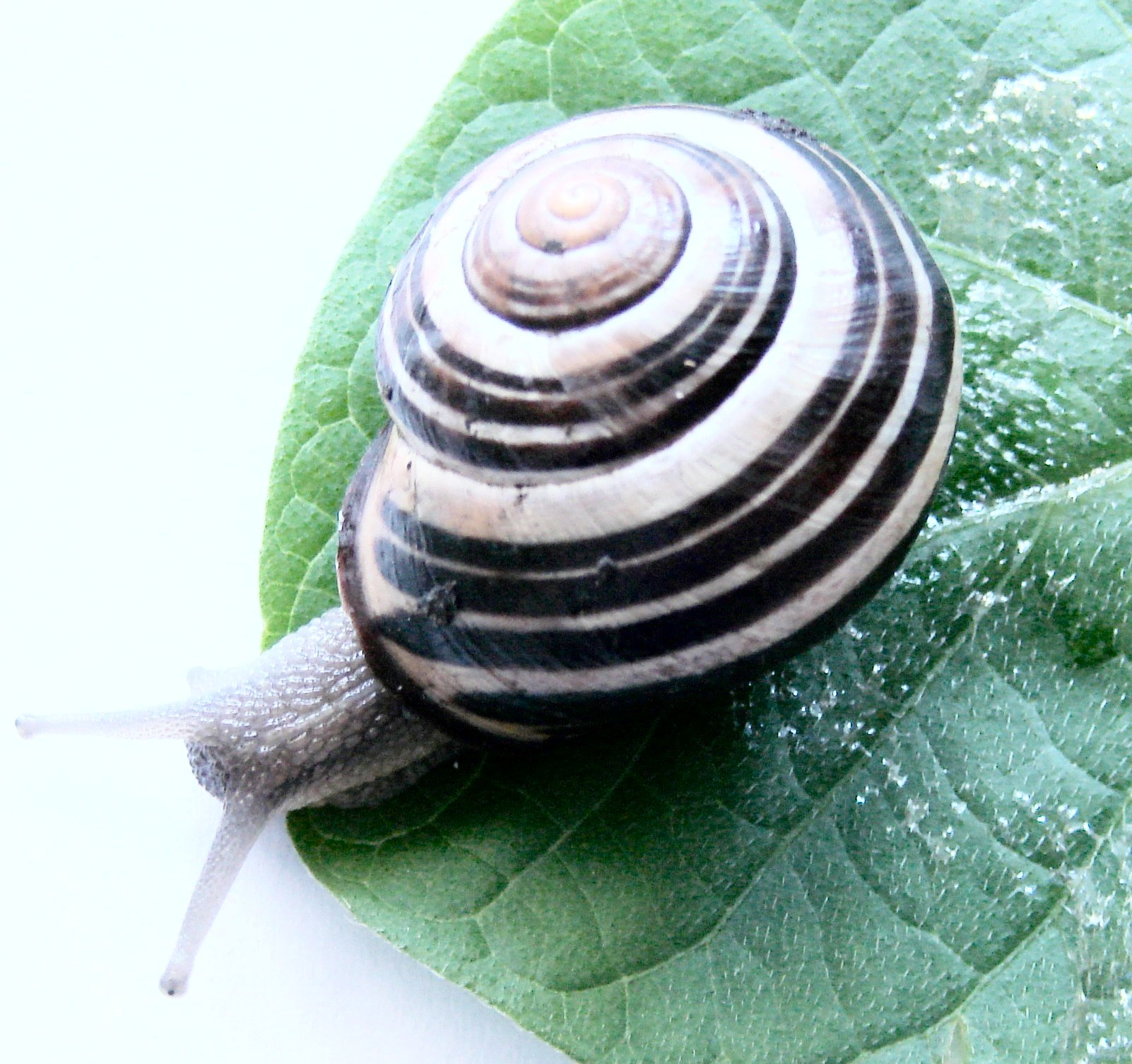
W rozpoznawaniu gatunku liczy się kształt muszli
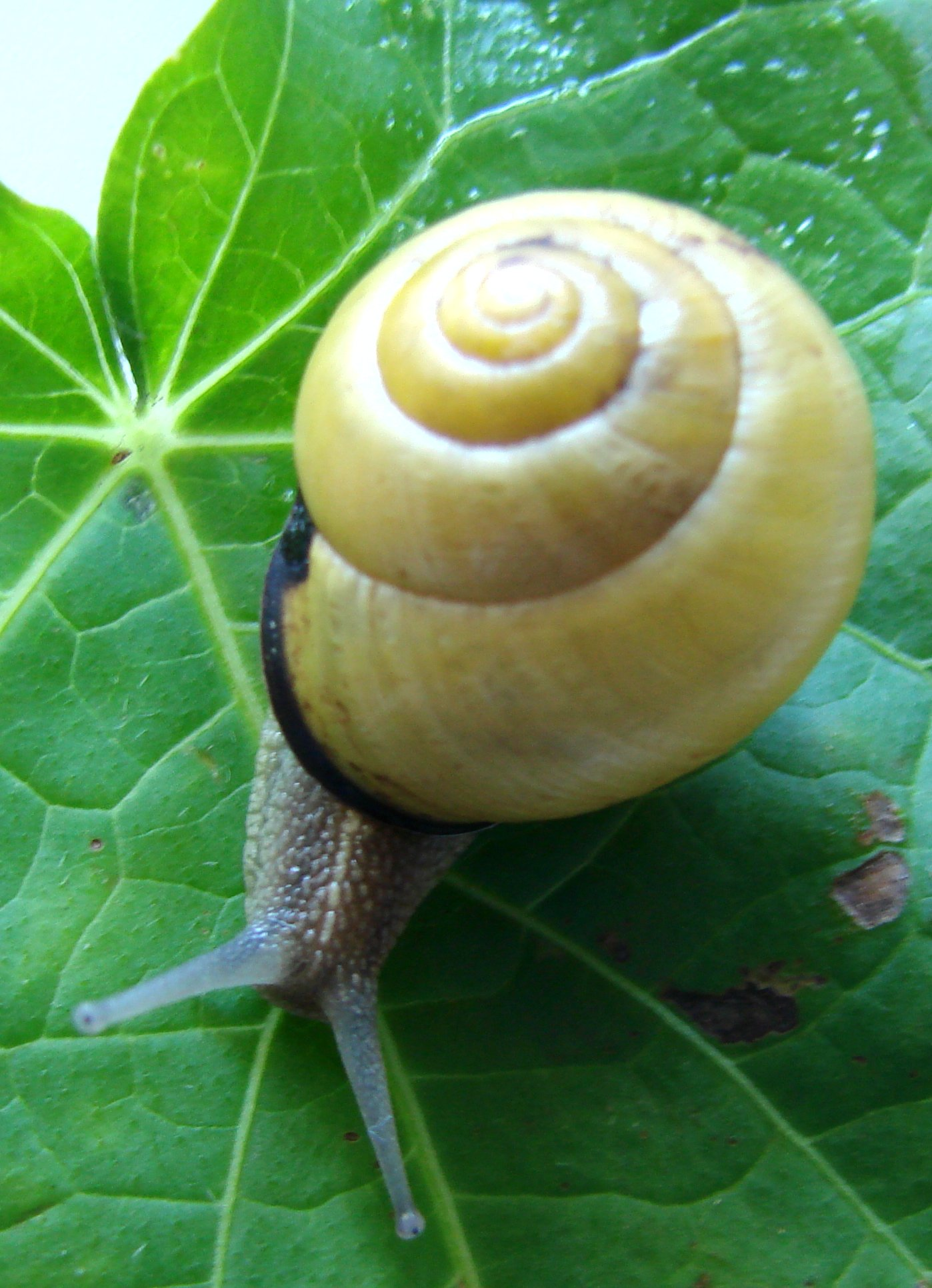
oraz ciemnobrązowa warga (pasek wokół otworu).
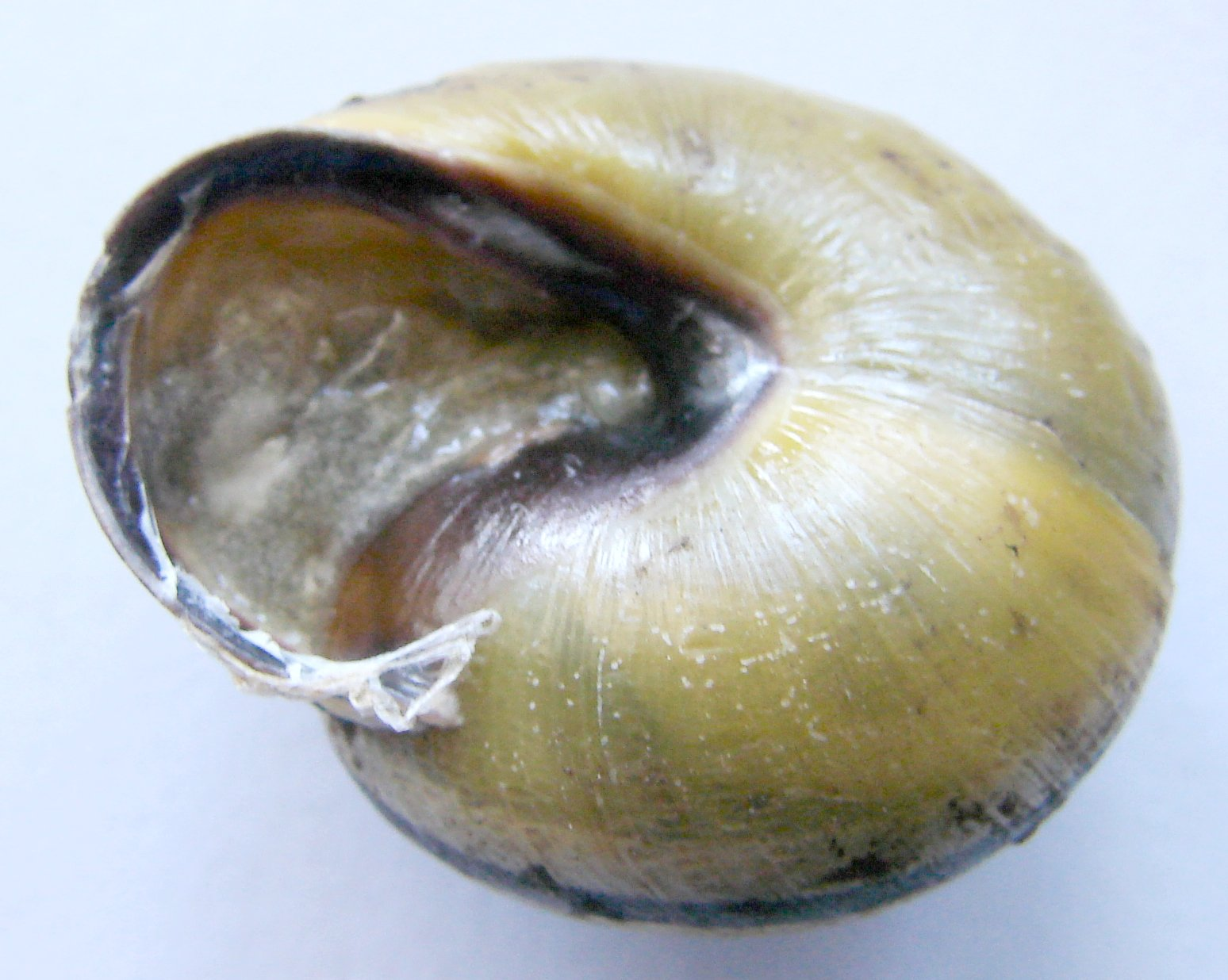
Gdy robi się zbyt gorąco, ślimak wciąga ciało do środka muszli, a otwór otacza błonką zabezpieczającą ciało przed wysychaniem.
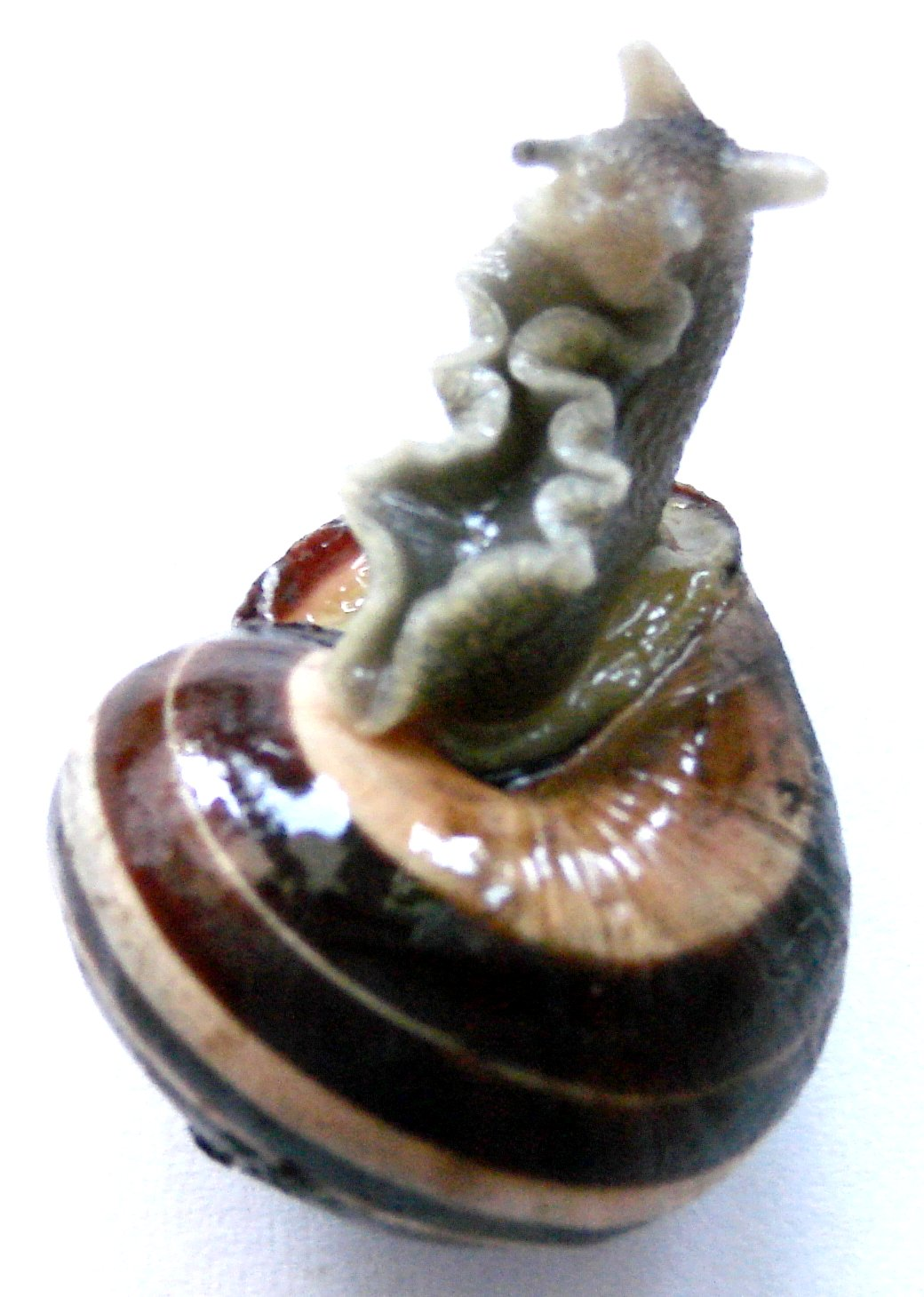
Za chwilę skręt ciała pozwoli ślimakowi stanąć na nodze.
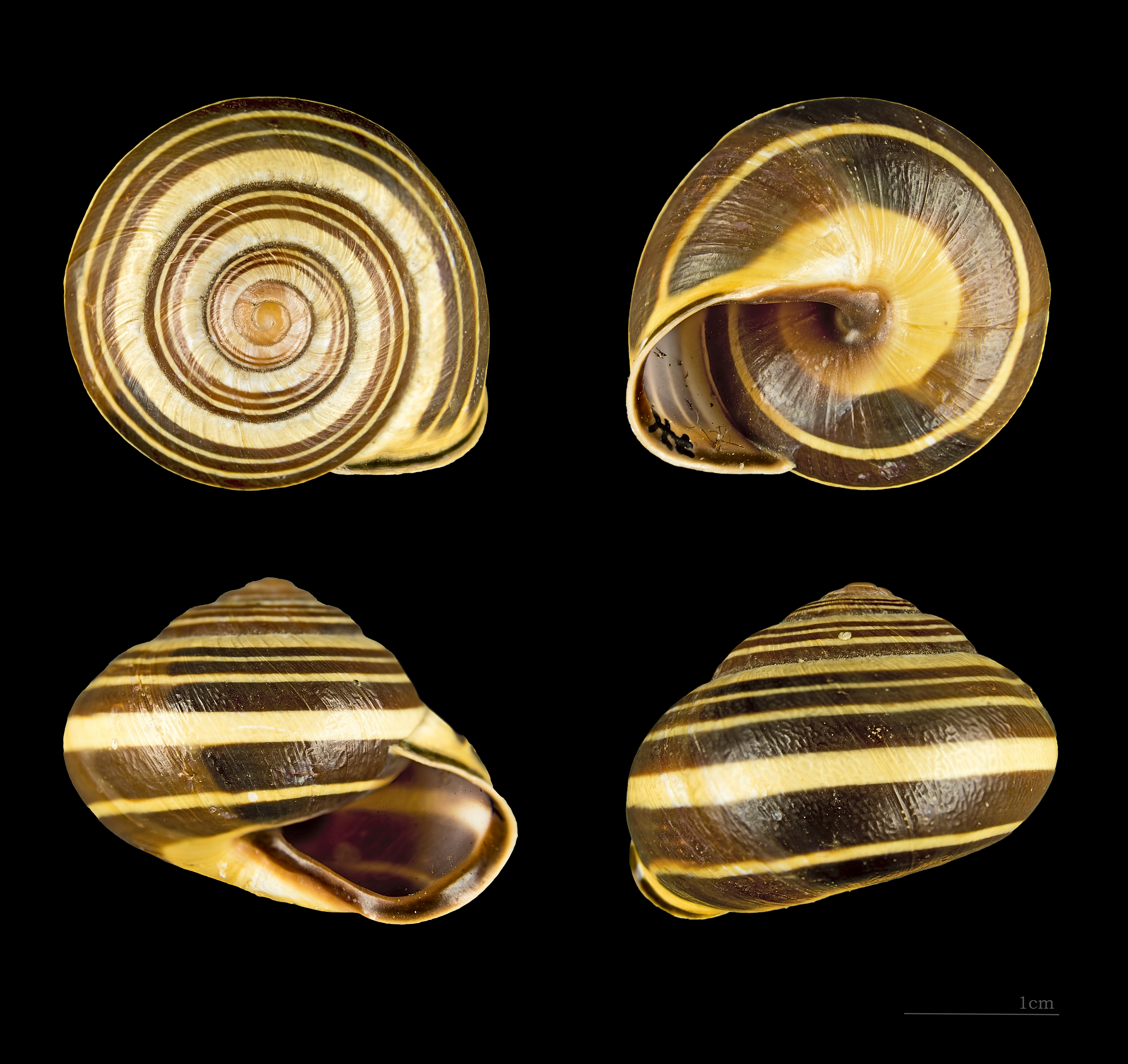
Muszla Cepaea nemoralis